# Mesochorus antilliensis
Mesochorus antilliensis är en stekelart som beskrevs av Dasch 1974. Mesochorus antilliensis ingår i släktet Mesochorus och familjen brokparasitsteklar. Inga underarter finns listade i Catalogue of Life.